# BB 9003-9004
Les BB 9003 et BB 9004 sont deux locomotives électriques françaises à courant continu à deux bogies de deux essieux moteurs, livrées à la SNCF respectivement en 1952 et 1954.
Elles sont construites en même temps que les BB 9001 et 9002, et sont destinées avec elles à éprouver le comportement des locomotives à adhérence totale en exploitation et définir les caractéristiques mécaniques et électriques des machines de série pour les circulations à vitesse élevée. Les BB 9003 et 9004 sont notamment construites pour tester l'intégration d'un nouveau type de bogie moteur, imaginé par André Jacquemin. La BB 9004 établit un record du monde de vitesse sur rail (331 km/h) le 29 mars 1955.
Comme bien d'autres prototypes, leur carrière est assez courte puisqu'elles sont radiées en janvier 1973 mais une locomotive baptisée « BB 9004 », en réalité châssis + appareillage de la BB 9003 / caisse + bogies de la BB 9004, est exposée à la Cité du train.

## Genèse des prototypes
Dès la fin de la Seconde Guerre mondiale, la SNCF et sa DETE (division d'études de traction électrique) cherchent à diversifier le parc des locomotives de vitesse, principalement composé jusque là d'engins de type 2D2 en testant des machines à adhérence totale, où tous les essieux sont moteurs. Elle commande ainsi, à divers constructeurs, des prototypes de type CC (deux bogies de trois essieux), BBB (trois bogies de deux essieux) ou BB (deux bogies de deux essieux). Parmi ces derniers figurent les BB 9001-9002 de construction helvétique.

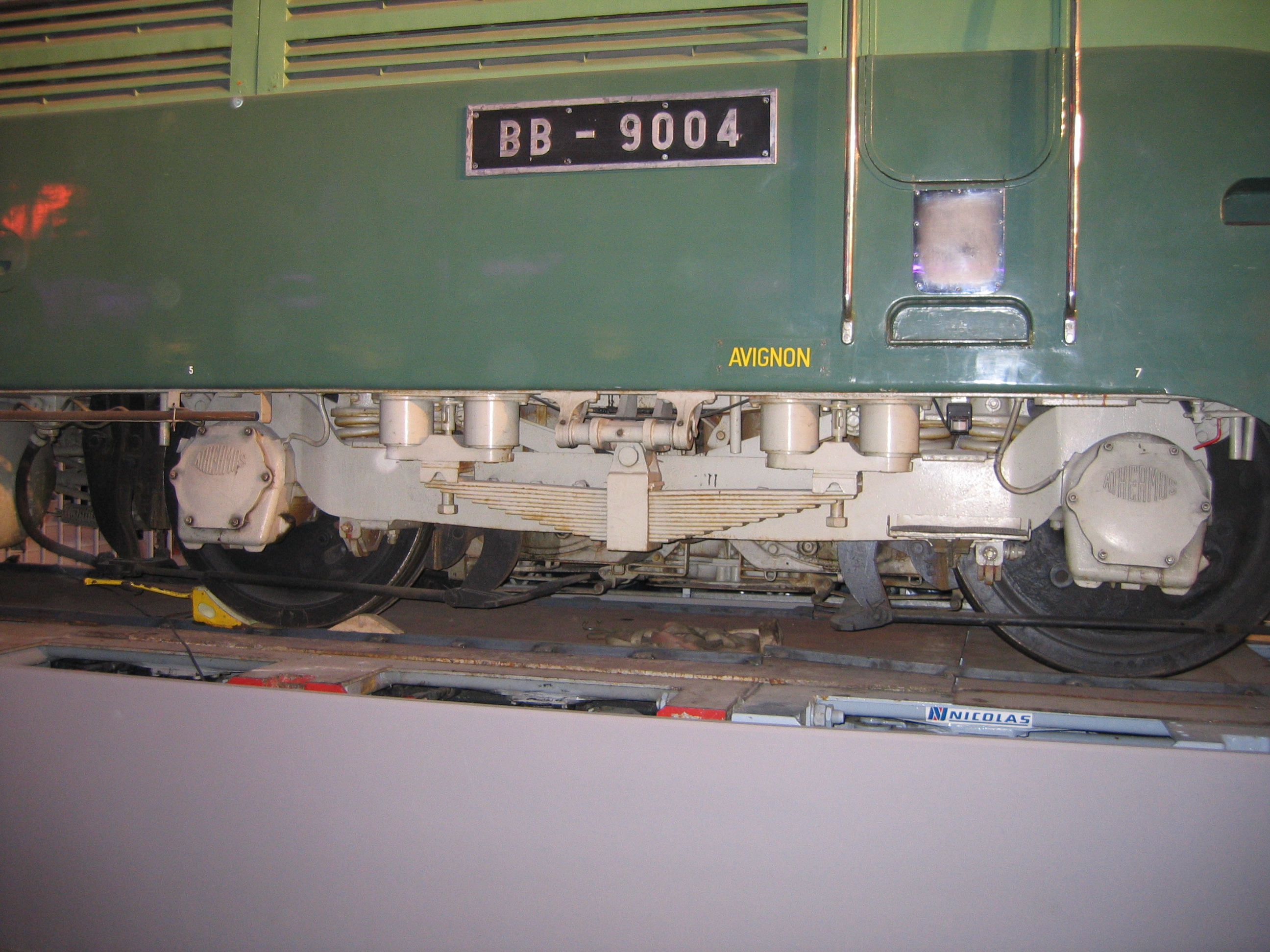
Bogie Jacquemin de la BB 9004.

C'est dans ce cadre que l'ingénieur André Jacquemin travaille à l'adaptation, à un engin moteur, du bogie de type « Pennsylvania » utilisé sur des voitures de voyageurs, et qui se caractérise par une suspension à double étage de ressorts. Ses recherches aboutissent à l'élaboration d'un bogie bimoteur dont la liaison avec la caisse n'est plus assurée par un pivot, mais par des barres de traction qui procurent une meilleure souplesse et dont l'empattement important réduit les risques de cabrage.
La commande de deux prototypes exploitant le principe des bogies Jacquemin est passée auprès de la firme Matériel de traction électrique (MTE), sans doute le 24 avril 1950.

## Description

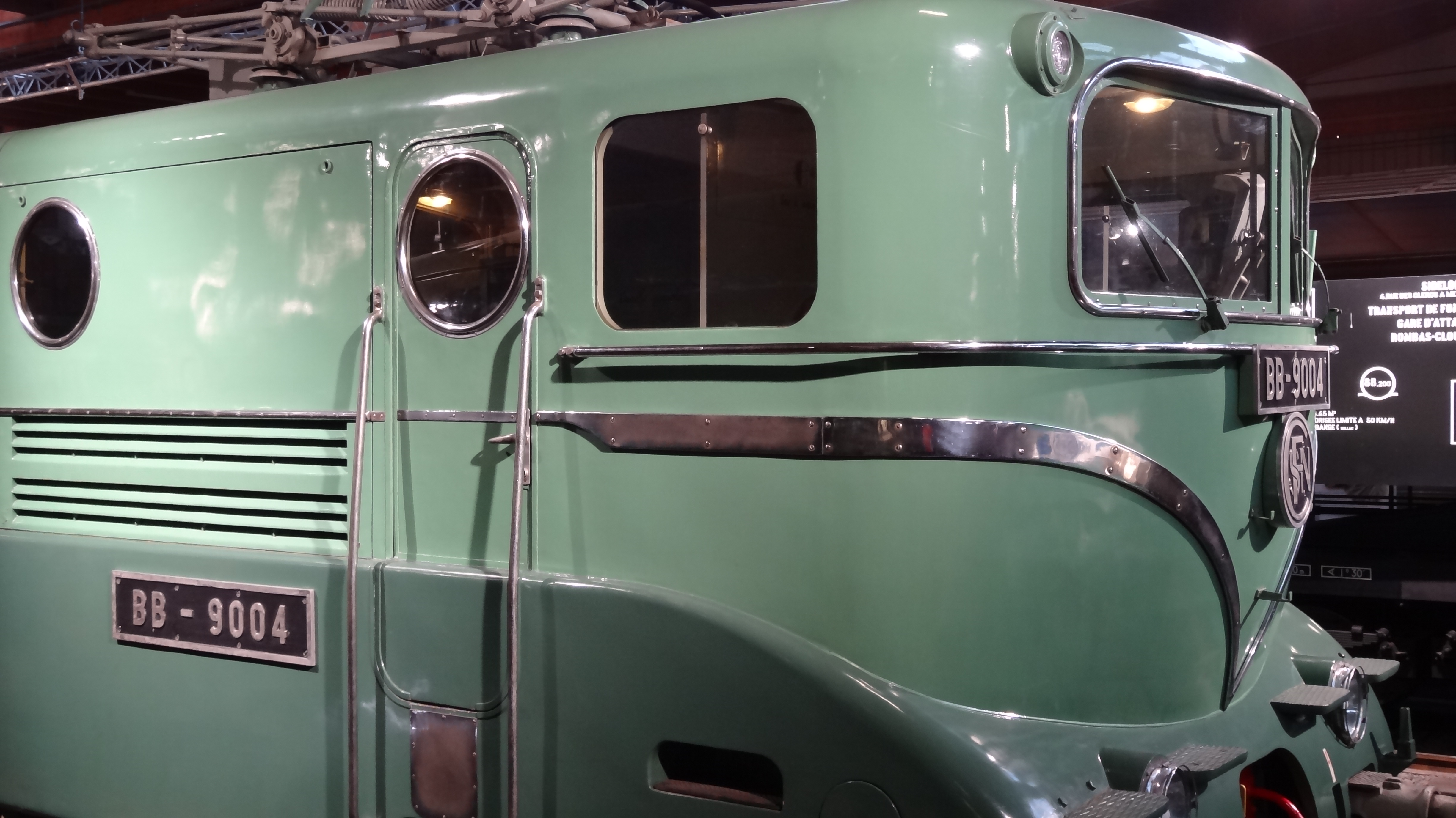
Porte d'accès à la cabine.

La caisse, longue de 16,20 m, se compose d'un châssis supportant les deux cabines d'extrémité, les faces latérales et la toiture. Ces derniers éléments sont entièrement démontables par panneaux, pour faciliter l'entretien. Ces deux locomotives sont les dernières de la SNCF construites avec des hublots (y compris sur les portes des cabines) permettant d'éclairer le compartiment moteur. La construction de la partie mécanique des locomotives (châssis, caisses et bogies) est confiée à la Société des Forges et Ateliers du Creusot.
L'équipement électrique (rhéostat et contacteurs à commande électrique) est fourni par Jeumont-Heidmann pour les deux locomotives ; il dérive de celui utilisé sur la CC 6001. La motorisation est par contre différente. La BB 9003 est équipée de quatre moteurs Oerlikon conférant à l'engin une puissance continue de 3 180 kW alors que la BB 9004 reçoit quatre moteurs Schneider-Westinghouse pour une puissance continue de 2 980 kW.
La forme de la caisse, dont le profilage particulier des extrémités et la décoration sont dues à Paul Arzens. À leur sortie d'usine les BB 9003 et 9004 adoptent une livrée bicolore (vert foncé et vert réséda) avec des moustaches en métal chromé, comme les 2D2 9100 sorties peu de temps avant. Elles sont ultérieurement repeintes en vert bleuté clair uniforme.

## Carrière

### Service commercial
La BB 9003 est livrée à la SNCF le 8 décembre 1952 et la BB 9004 le 22 mai 1954 — les BB 9001 et 9002 sont livrées dans l'intervalle. Après une période d'essais, la BB 9003 est engagée sur des rapides Paris — Lyon en même temps que les 2D2 9100 ; elle est rejointe par la 9004 sur ce service.
À partir du 3 mars 1955 les deux prototypes sont retirés du service commercial en vue de la préparation du record du monde de vitesse. Cet intermède prend fin en décembre de la même année. Les locomotives reviennent alors sur l'axe Paris — Dijon — Lyon mais leur circulation y est plus irrégulière. Concurrencées par les BB 9200 livrées à partir de mai 1957, les 9003-9004 sont mutées au dépôt de Montrouge en décembre 1958. Elles circulent alors sur l'artère Paris — Le Mans. Toutefois, la poursuite de l'électrification de la ligne vers Rennes, mais en alternatif monophasé, impose l'utilisation de machines bicourant, les BB 25200 remplacent les 9003-9004.
Les deux prototypes reprennent alors le chemin du Sud-Est en intégrant le dépôt de Villeneuve en 1965. Elles figurent en tête d'express vers Dijon ou Laroche-Migennes mais, comme beaucoup de prototypes, leur fiabilité devient aléatoire. Mutées une dernière fois en 1969, au dépôt d'Avignon cette fois, elles ne tractent plus que des trains de marchandises et même des navettes inter-triages jusqu'en 1972, année de leur retrait du service, avant leur radiation effective le 24 janvier 1973.

### Records

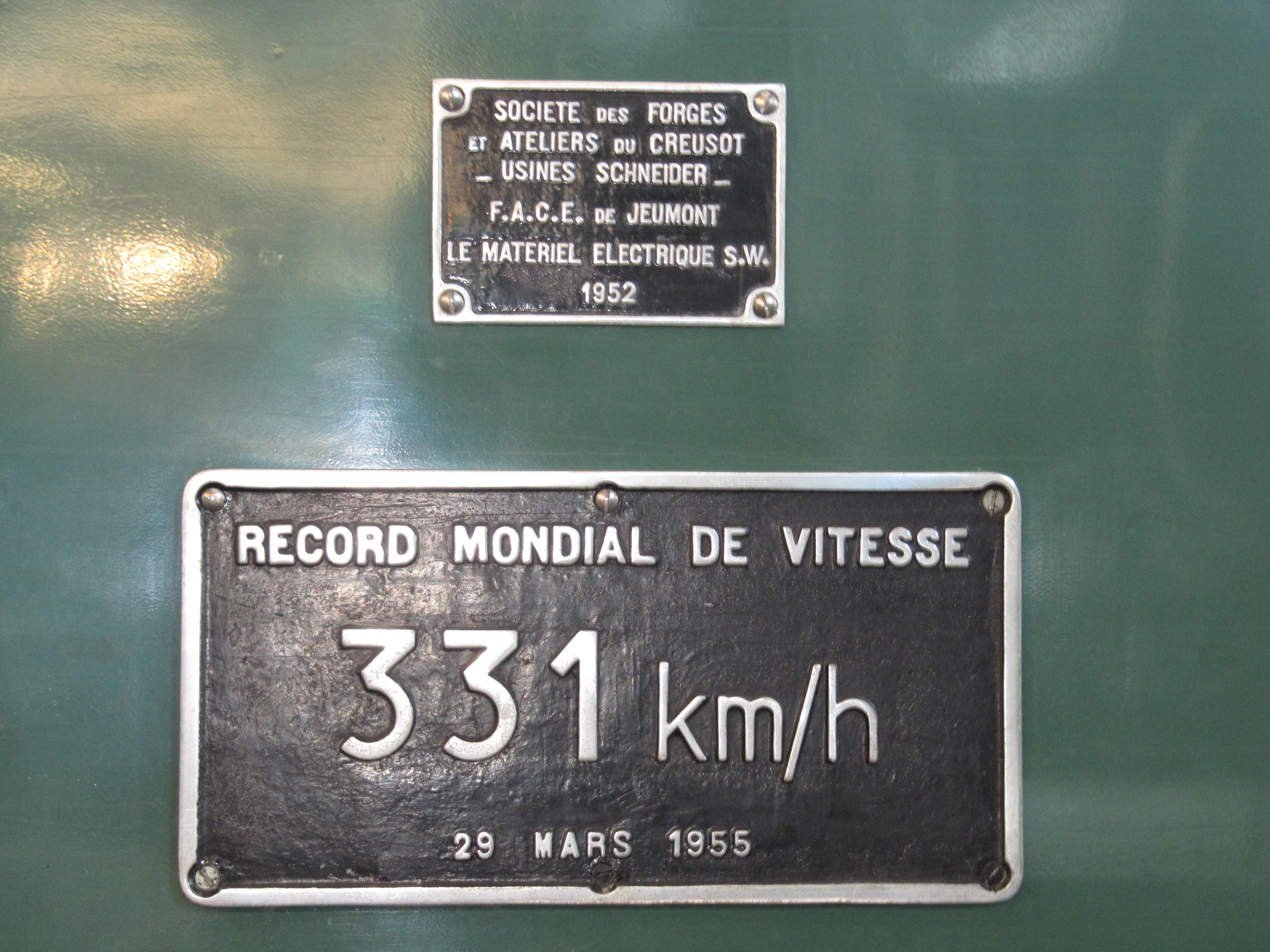
Plaque apposée sur la BB 9004.

Le 26 mars 1955, la BB 9004 s'adjuge le record de vitesse sur rail avec 276 km/h sur la ligne des Landes entre Facture et Morcenx en tête d'une rame de trois voitures DEV dont la dernière se termine par un bulbe aérodynamique. Le 29 mars 1955, elle bat son propre record avec 331 km/h au même endroit, soit un jour après la CC 7107 qui n'a probablement pas dépassé la vitesse réelle de 320  ou   325 km/h, même si les données exactes semblent désormais invérifiables. La SNCF porte toutefois le même record de vitesse de 331 km/h au crédit des deux machines en raison de l'imperfection des moyens d'enregistrement des vitesses réelles, de la météorologie, des problèmes techniques d'alimentation de la ligne et surtout afin de ménager les intérêts commerciaux des constructeurs.

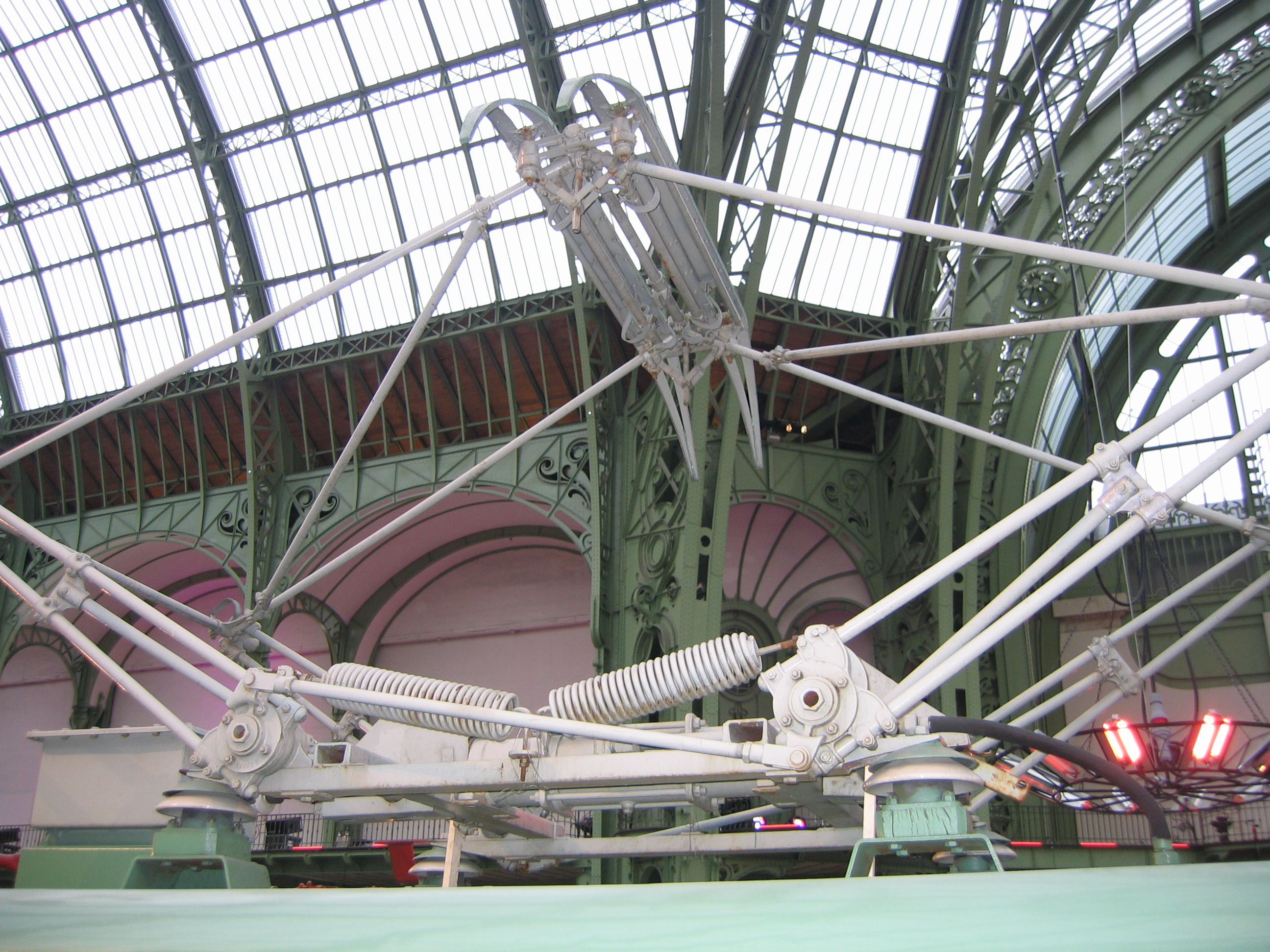
Pantographe modifié de la BB 9004 sous la voûte du Grand Palais à Paris.

Si la BB 9004 atteint sans doute une vitesse supérieure à la CC 7107, il est constaté une déformation de la voie dans la zone de décélération après son passage, ce qui n'a pas eu lieu avec la 7107. La cause en est attribuée à l'instabilité latérale des bogies, poussés au maximum de leurs possibilités. La locomotive, qui avait subi quelques modifications pour ce record, comme des rapports d'engrenages modifiés, n'a toutefois pas souffert de cet épisode même si ses pantographes, adaptés à la captation d'un courant tension de 1 800 V et d'une intensité de 4 000 A, ont été détruits comme ceux de la 7107.
Les deux machines sont exposées dans la gare Saint-Lazare pendant le mois d'avril 1955 après leur record de vitesse et entament ensuite une tournée promotionnelle en France et en Europe.
La BB 9003 est, le 19 avril 1955, la première locomotive télécommandée depuis l'extérieur de son train.

### Descendance
Ces machines ont été les prototypes de nombreuses locomotives BB avec :
- L'utilisation du bogie dit « Jacquemin » : séries BB 9200-9300-9700, 12000-13000, 16000-16100, 20100, 25100-25150-25200.
- La reprise de la conception du châssis de caisse (avec esthétique commune) : séries BB 9200-9300-9700, 9400, 16000-16100, 20100, 25100-25150-25200, 30000.
- La reprise de l'équipement de traction (servomoteur JH) : séries BB 9200-9300-9700.

## Conservation
Les deux prototypes sont garés plusieurs années à Arles. Restaurée à Arles à partir de juillet 1979, la BB 9004 est conservée à la Cité du train de Mulhouse, dans une présentation identique à celle du record de 1955. Il s'agit en fait de la caisse et du châssis de la BB 9003, la 9004 étant trop dégradée pour être rénovée, mais la partie mécanique de la BB 9004, ses bogies et ses pupitres de conduite ont été conservés et incorporés dans la caisse de la 9003. La « nouvelle » BB 9004 n'est pas préservée en état de marche ; seule sa présentation statique est possible.

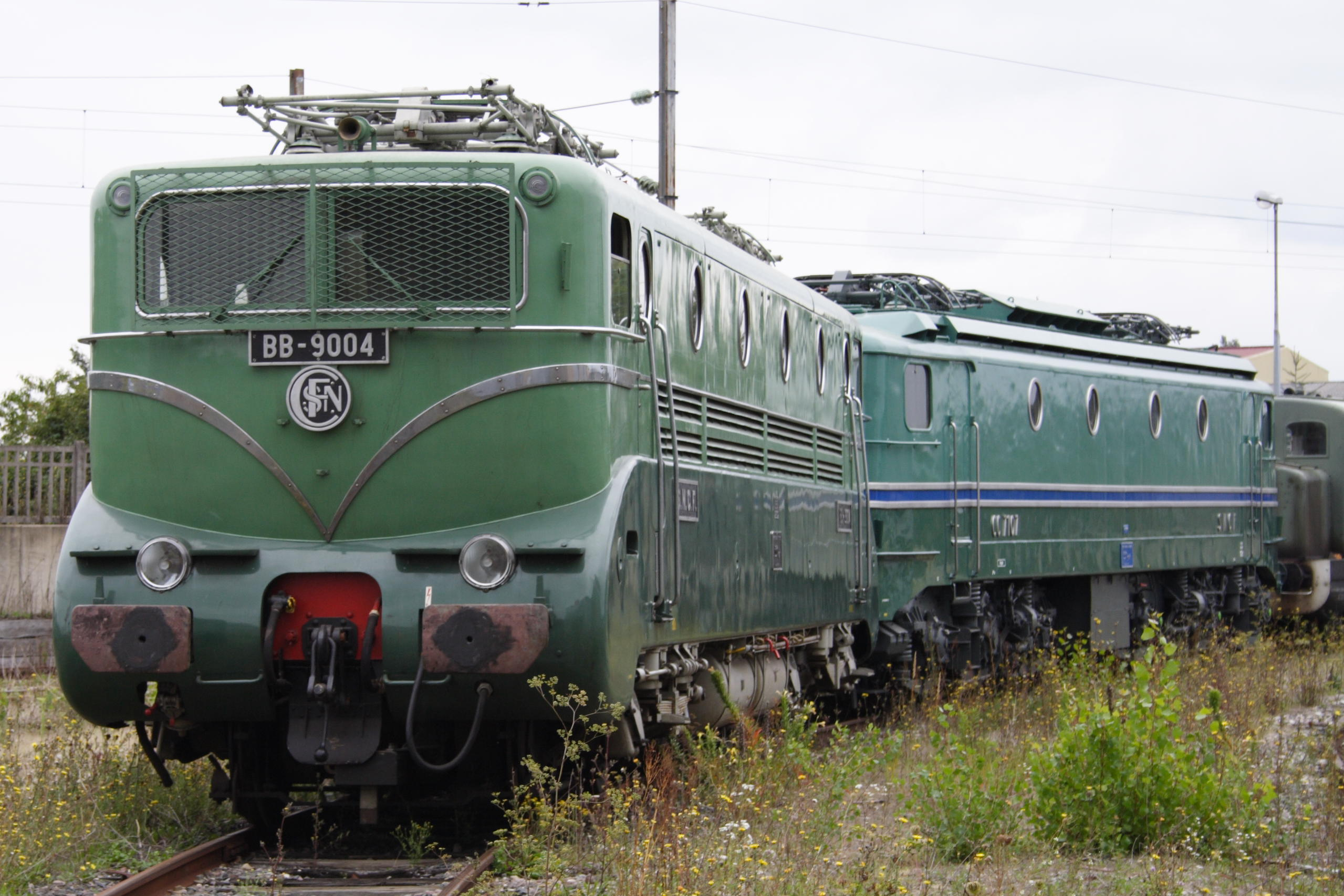
La BB 9004 (reconditionnée) à Mulhouse en 2006.
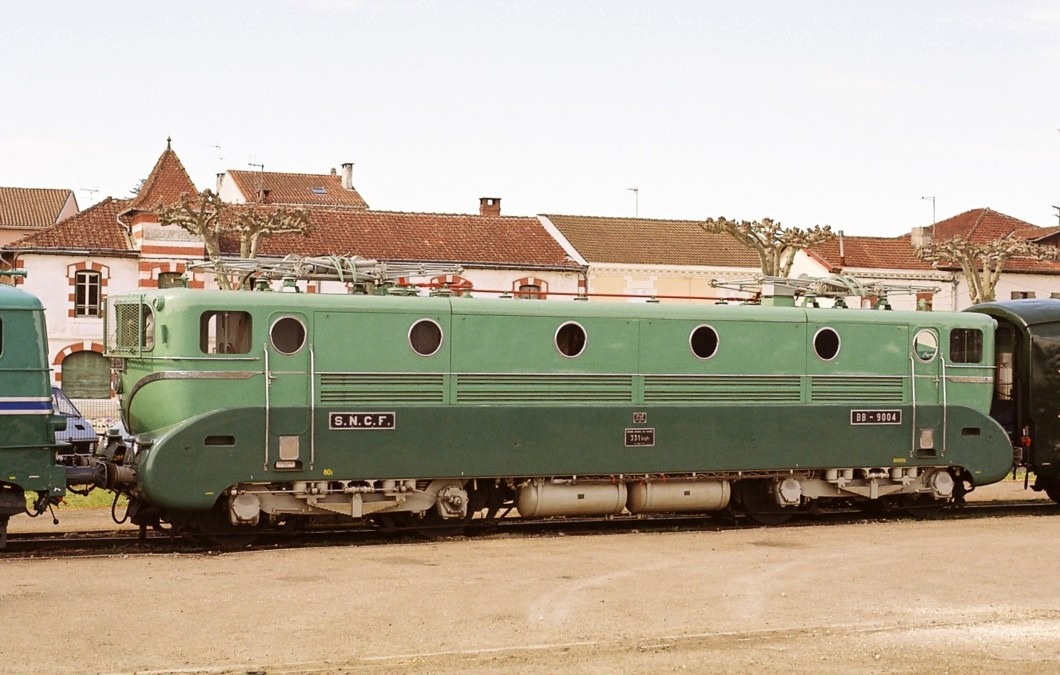
La BB 9004 (reconditionnée) à Morcenx en 2005.

## Modélisme

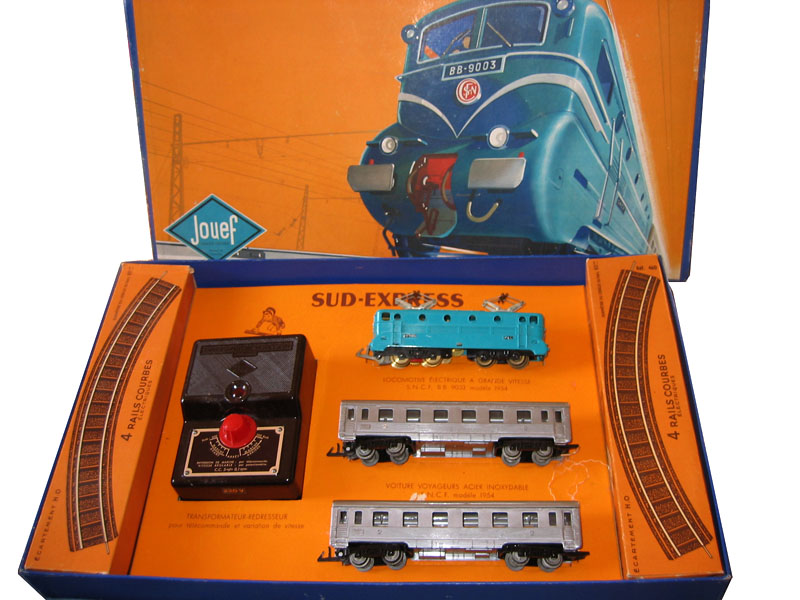
La BB 9003 de Jouef en 1954.

La BB 9003 a été reproduite à l'échelle HO dès 1954 par Jouef, puis après le record de 1955 elle a été transformée en 9004. Ultérieurement, la BB 9004 a été reproduite par PMP (bronze) puis Keyser (kit métal blanc), Lemaco et enfin par Roco. La BB 9004 a été reproduite à l'échelle 0 par Lemaco et Eiffel.

## Culture populaire
La BB 9004 fait une apparition dans la série d'animation Gate Keepers.